# 125th Street (IRT Broadway–Seventh Avenue Line)
Pour les articles homonymes, voir 125th Street.
125th Street, est une station, établie en aérien, de la ligne d'infrastructure IRT Broadway-Seventh Avenue du métro de New York. Elle est située, à l'intersection West 125th Street & Broadway, en limite des quartiers Manhattanville & Morningside Heights, dans l'arrondissement de Manhattan, de la ville de New York aux États-Unis.
C'est une station historique ouverte, par l,Interborough Rapid Transit Company (IRT), en 1904. Exploitée par la New York City Transit Authority depuis 1940, elle est desservie, jours et nuits, par les rames du service 1 (rouge) du métro.

## Situation sur le réseau

Plan du métro de New York (2009)

### Infrastructure
Établie en aérien, 125th Street, est une station de la ligne d'infrastructure du métro IRT Broadway-Seventh Avenue. Elle est située entre la station 137th Street – City College, en direction du terminus nord, et la station 116th Street – Columbia University, en direction du terminus sud.

### Service desserte
La station 125th Street est une station d'arrêt du service de desserte 1 du métro de New York : elle est située entre la station 137th Street – City College, en direction du terminus nord Van Cortlandt Park – 242nd Street, et la station 116th Street – Columbia University, en direction du terminus sud South Ferry – Whitehall Street.

## Histoire
La station, alors dénommée Manhattan Street, est mise en service le 27 octobre 1904 par l'Interborough Rapid Transit Company (IRT), lors de l'ouverture à l'exploitation de la première section, du métro de New York, de la station City Hall à la station 145th Street sur la branche West Side.

## Services aux voyageurs

### Accès et accueil

Installations et desserte
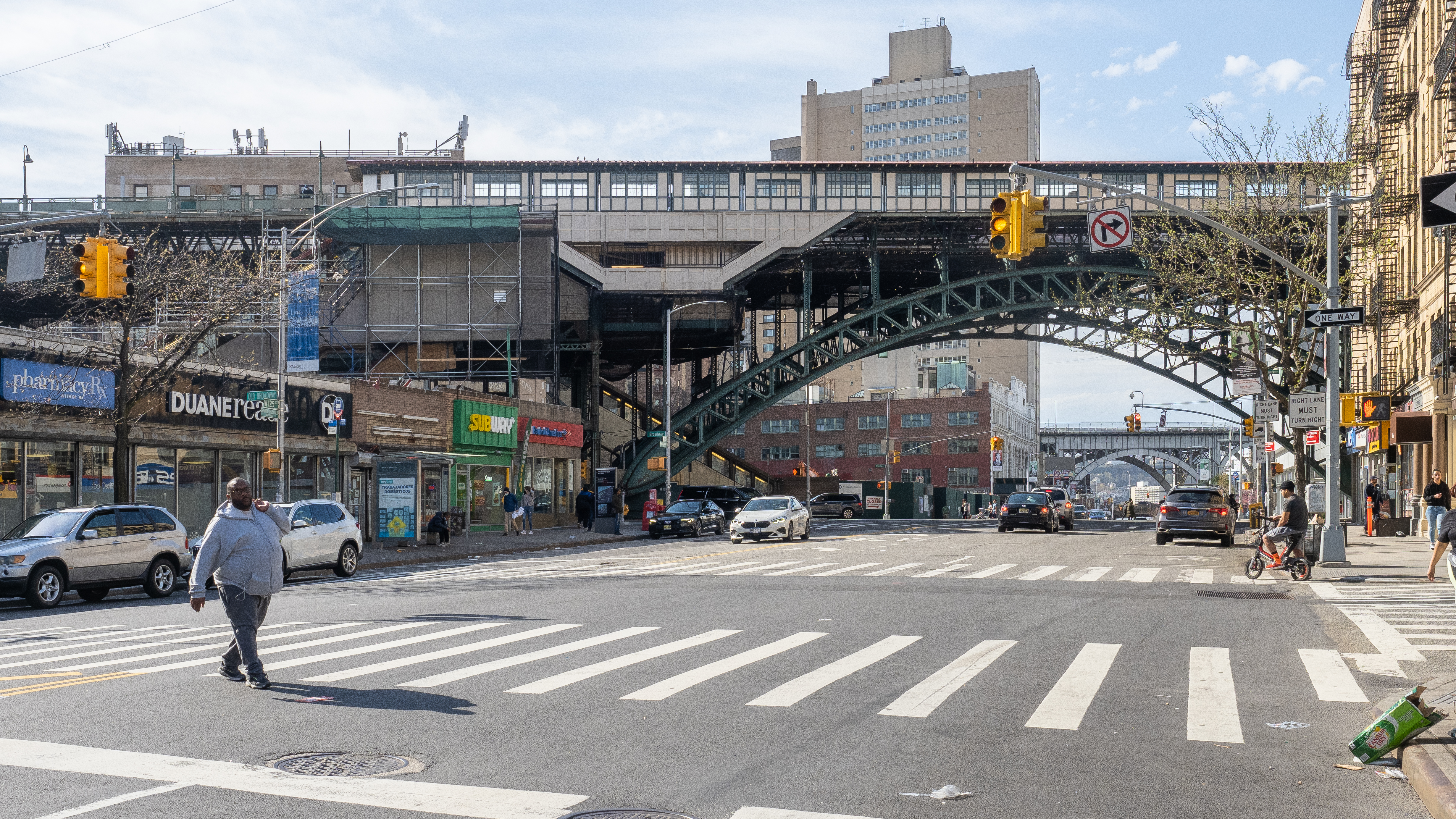
En 2022.
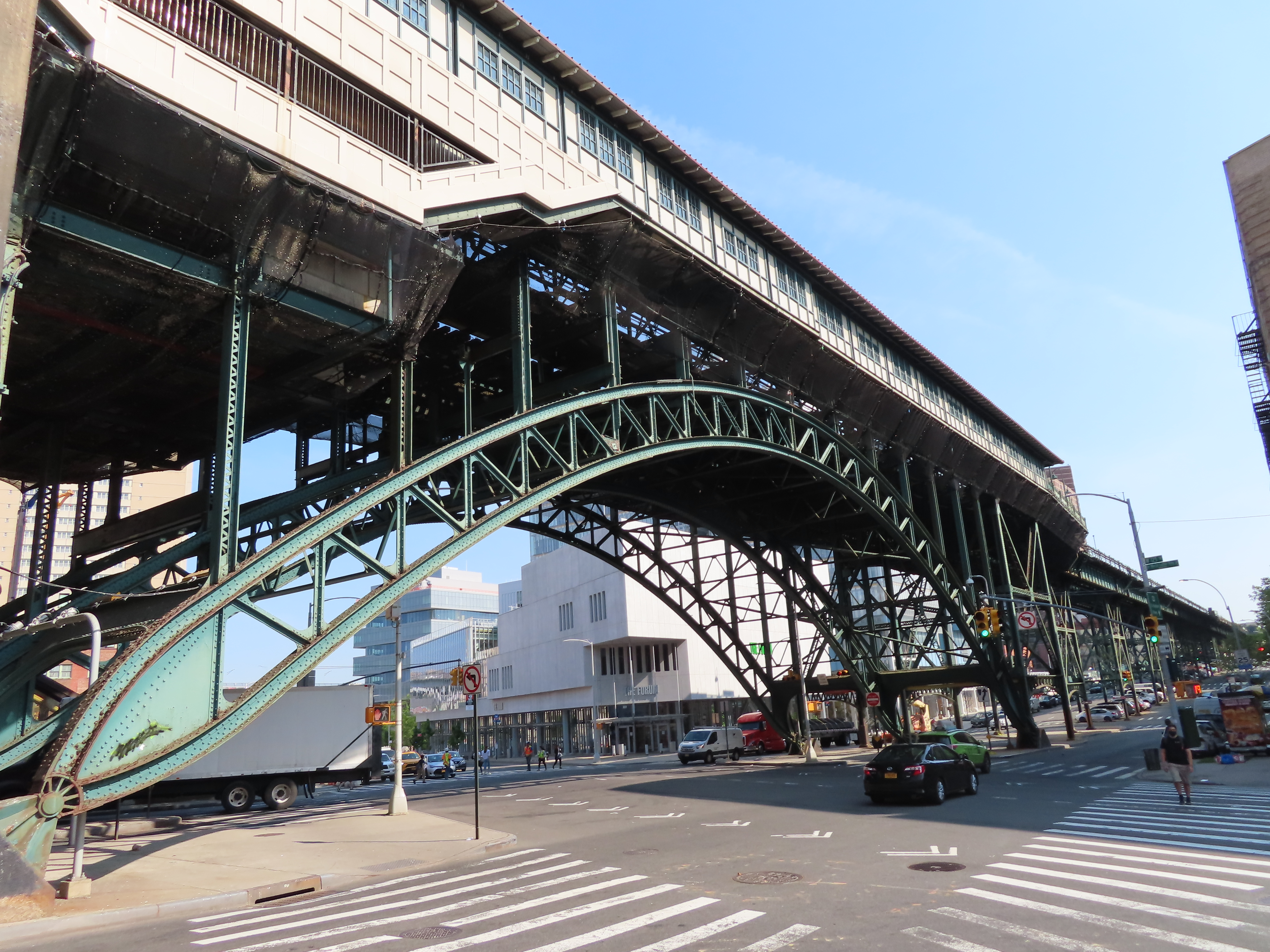
En 2021.
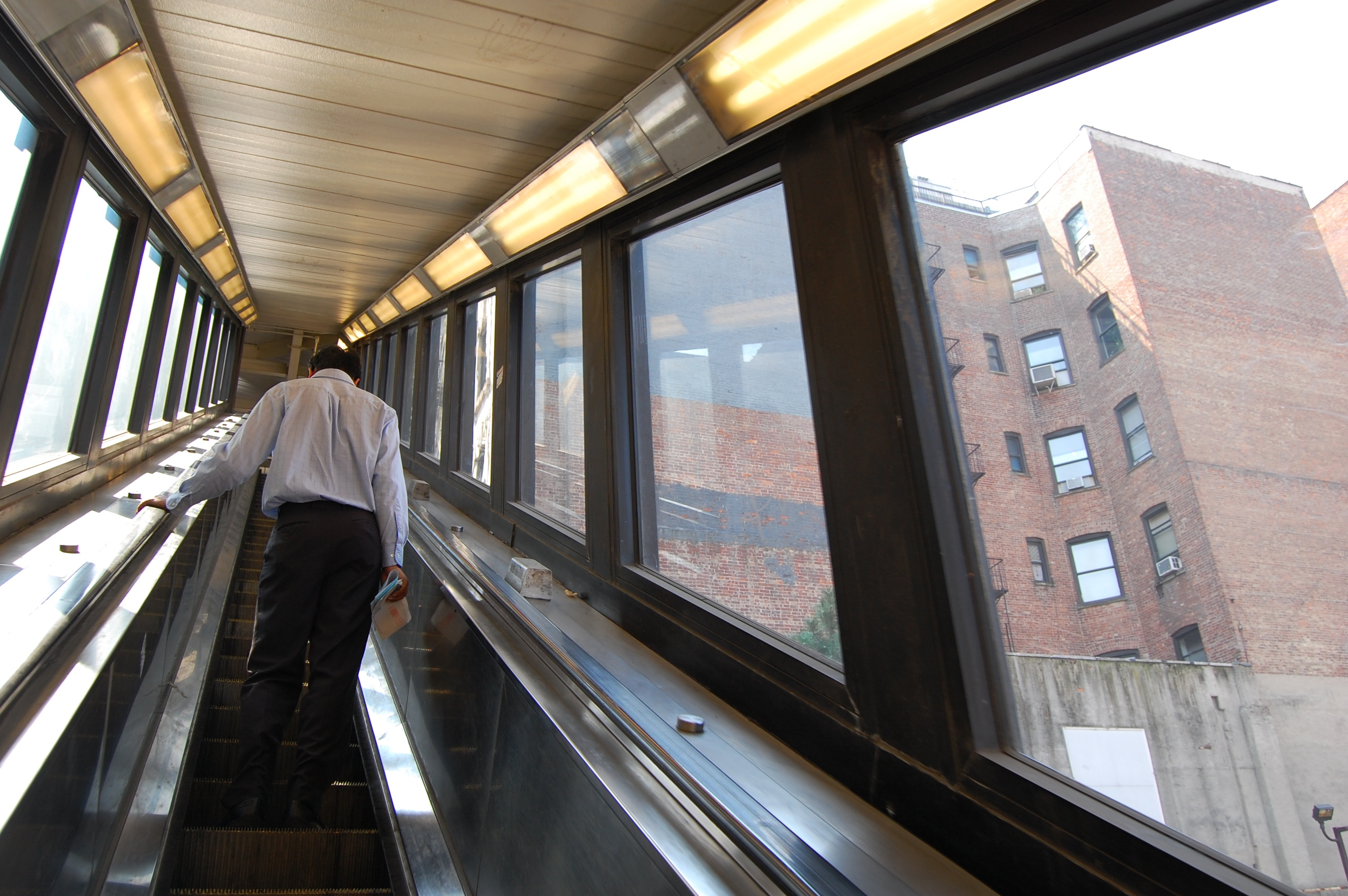
En 2010.

### Desserte

Installations et desserte
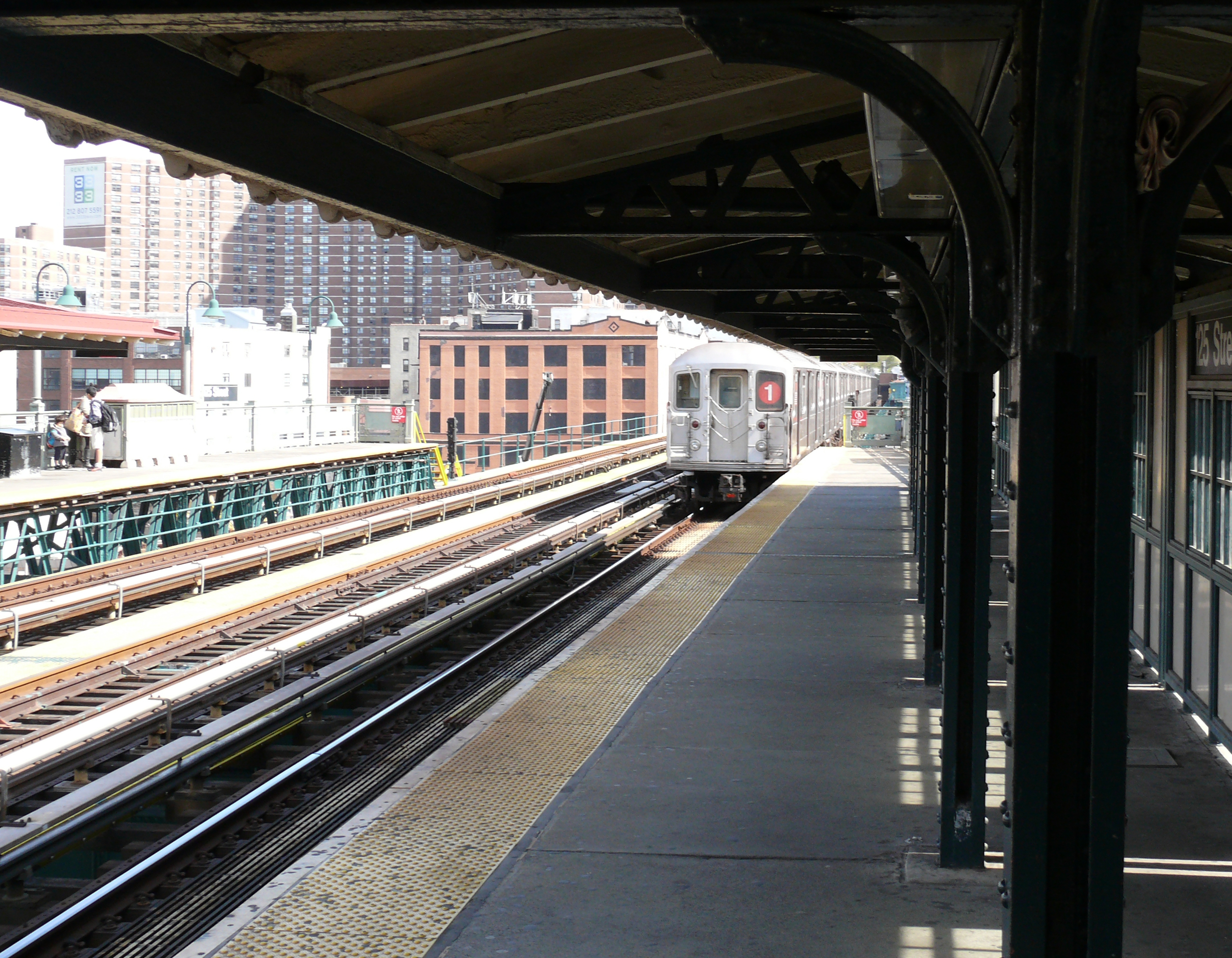
En 2012.
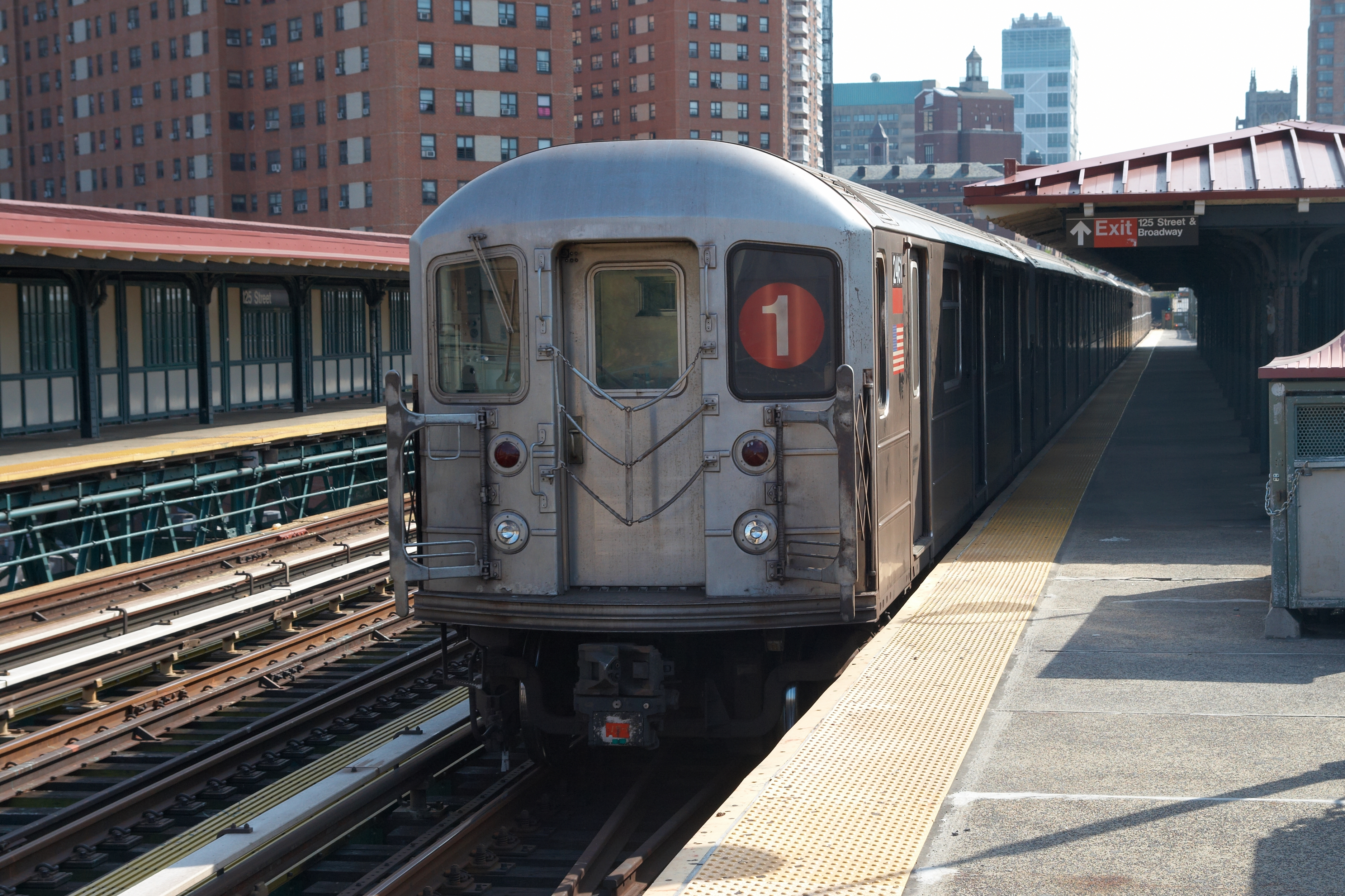
En 2012.
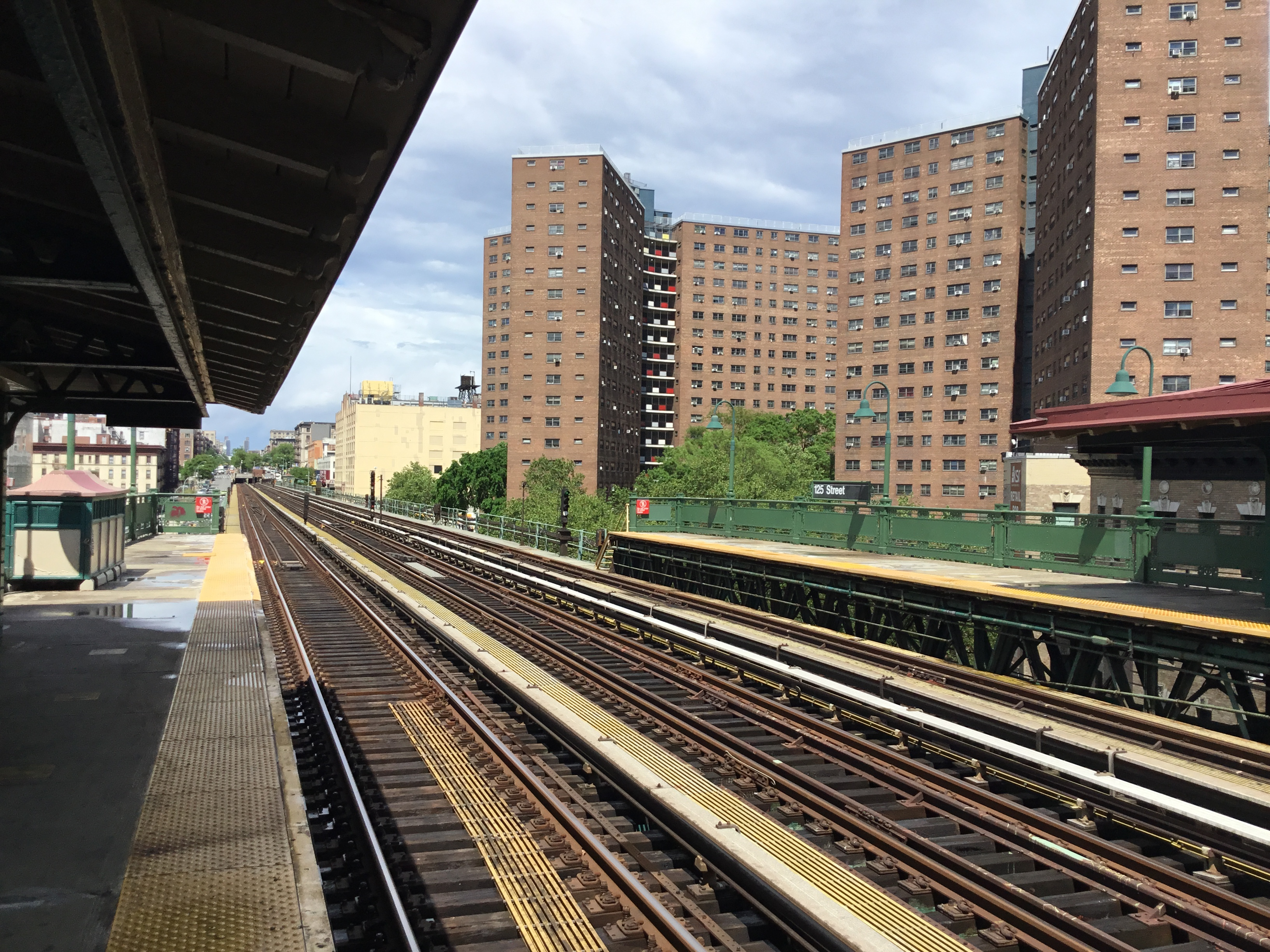
En 2022.